# NPA Anchors
Der NPA Anchors Football Club, mit vollständigen Namen National Port Authority Anchors Football Club, ist ein liberianischer Fußballverein. Beheimatet ist der Verein in der Hauptstadt Monrovia. Ab der Saison 2024/25 spielt der Klub in der zweiten Liga des Landes.

## Erfolge
- Liberianischer Meister: 1994
- Liberianischer Pokalsieger: 1992, 2006
- Liberianischer Supercup-Sieger: 2007

## Stadion
Der Verein trägt seine Heimspiele im Antoinette Tubman Stadium in Monrovia aus. Das Stadion hat ein Fassungsvermögen von 10.000 Personen.